# Тансэкхва

Картина "From Line No. 78149" художника Ли У Хвана. 1978 год

Тансэкхва (кор. 단색화, англ. Dansaekhwa) — модернистское направление современной живописи, которое возникло во второй половине 1970-х годов в Южной Корее, дословно переводится как «монохромная живопись». Стилистика направления отходит от традиционной восточной живописи, его характеристики указывают на ассимиляцию и подражание западному модернизму и «освобождение» от строгих традиций художественного наследия Кореи.
У истоков зарождения стиля стояли художники: Ли У Хван, Чо Йонгик, Чунг Санхва, Ким Ванки, Пак Себо.

## Зарождение
В середине 1950-х годов, спустя десятилетие после обретения Кореей независимости в 1945 году, окончания Корейской войны и разделения между Севером и Югом в 1953 году, молодое поколение художников стремилось через искусство выразить веяния нового времени. В это время в Корее начало зарождаться своё собственное абстрактное искусство формировавшиеся под влиянием информализма и абстрактного экспрессионизма. Корейская абстракция прошла через различные стадии. На первой стадии в середине и конце 1950-х годов оно было вдохновлено экспрессионизмом, затем в 1960-х появились новые возможности, связанные с абстракцией геометрических и цветовых полей, и, наконец, возникла новейшая тенденция в 1970-х годах — монохромный стиль живописи, также известный как Dansaekhwa.
Новый стиль в некотором смысле сравнимый с западным минимализмом и монохромным искусством, акцентировал внимание на возвращении к природе вместо логического модернизма Запада. Хотя западный минимализм и монохромное искусство достигли вершины формализма, корейская монохромная живопись, в большей степени, обращала внимание на свойства предметов, и особенно мягких предметов. Корейские художники работали с национальной бумагой Ханди непосредственно на холсте, в отличие от западного минимализма, склоняющегося к твёрдым предметам или скульптуре.
Куратор и писатель-искусствовед Генри Мейрик Хьюз в своей статье «The International Art Scene and the Status of Dansaekhwa» (журнал «Искусство в Азии», 2014 год) отмечает, что корейский стиль модернизма возник из болезненного опыта колониализма и войн, сильного чувства традиции и относительной изоляции страны от внешних воздействий вплоть до периода бурного экономического развития в 1970-х годах.
В отличие от западных модернистов, которые восстали против господствующего академического искусства и эстетического идеализма, и хотели быть провокационными, подрывными, неясными и разрушающими системы иерархии и власти, художники Dansaekhwa стремились соединиться со своими корнями. Они сделали это, как пишет Хьюз, благодаря сочетанию элементов культурных традиций династии Чосон и восточного спиритуализма, включая даосизм, конфуцианство и буддизм.
Как правило работы художников направления, выполнены из различных видов мягкой бумаги покрытых масляными или акриловыми красками, чернилами или карандашом, иногда используются порошковая краска, железо и чёрный уголь. В качестве основы для полотен выступают холст или доска.
Более поздние представители стиля, кроме того, используют синтетические и природные смолы, нержавеющую сталь, искусственный жемчуг, оргстекло, блёстки и другие промышленные материалы. Они также расширяются в трёхмерном поле, как с помощью оптических эффектов, таких и задействованием скульптурных форм.
Рельеф, текстура и повторение, казалось бы, случайных, но упорядоченных узоров в композиции являются центральными сюжетом для всего направления.